# Лангедок-Русийон
Лангедок-Русийон (на френски: Languedoc-Roussillon, на окситански Lengadòc-Rosselhon) е регион в южна Франция с административен център Монпелие. По население региона се нарежда на 10-о място със своите 2,46 млн. (2004).

## География
Площта му е 27 376 км2. Региона включва департаментите Од, Гар, Еро, Лозер, Източни Пиренеи. През него преминават реките Еро и Рона.

## История
През 1271 г. регионът е присъединен към Франция след Албигойския кръстоносен поход.